# Polska na zawodach Pucharu Europy w Lekkoatletyce 1991
Polska na zawodach Pucharu Europy w Lekkoatletyce 1991 – wyniki reprezentacji Polski w 13. edycji Pucharu Europy w 1991.
Reprezentacja żeńska wystąpiła w finale „A”, który odbył się w dniach 29–30 czerwca 1991 we Frankfurcie nad Menem. Reprezentacja męska wystąpiła w finale „B”, który odbył się w dniach 22–23 czerwca 1991 w Barcelonie.

## Mężczyźni
Polska zajęła 2. miejsce wśród ośmiu drużyn, zdobywając 116 punktów i zapewniła sobie udział w rozgrywkach Superligi Pucharu Europy w 1993.
- 100 m: Jarosław Kaniecki – 1 m. (10,47)
- 200 m: Robert Maćkowiak – 4 m. (21,31)
- 400 m: Paweł Woźniak – 5 m. (47,27)
- 800 m: Piotr Piekarski – 1 m. (1:48,41)
- 1500 m: Karol Dudij – 1 m. (3:39,31)
- 5000 m: Sławomir Majusiak – 1 m. (13:47,14)
- 10000 m: Leszek Bebło – 1 m. (29:06,59)
- 110 m ppł: Piotr Klewenhagen – 6 m. (14,49)
- 400 m ppł: Robert Zajkowski – 5 m. (51,19)
- 3000 m z przeszkodami: Mirosław Żerkowski – 1 m. (8:33,73)
- skok wzwyż: Artur Partyka – 3 m. (2,32)
- skok o tyczce: Mirosław Chmara – 4 m. (5.00)
- skok w dal: Roman Golanowski – 6 m. (7,58)
- trójskok: Eugeniusz Bedeniczuk – 1 m. (16,82)
- pchnięcie kulą: Helmut Krieger – 5 m. (18,57)
- rzut dyskiem: Jacek Strychalski – 4 m. (57,22)
- rzut młotem: Lech Kowalski – 4 m. (72,82)
- rzut oszczepem: Mirosław Witek – 4 m. (75,28)
- sztafeta 4 × 100 m: Dariusz Krakowiak, Robert Maćkowiak, Jacek Marlicki, Sławomir Kusiowski – 3 m. (39,55)
- sztafeta 4 × 400 m: Paweł Woźniak, Dariusz Rychter, Piotr Piekarski, Paweł Olszański – 4 m. (3:07,21)

## Kobiety
Polska zajęła 6. miejsce wśród ośmiu drużyn, zdobywając 55 punktów i zapewniła sobie udział w Superlidze Pucharu Europy w 1993.
- 100 m: Joanna Smolarek – 7 m. (12,04)
- 200 m: Joanna Smolarek – 6 m. (24,05)
- 400 m: Elżbieta Kilińska – 5 m. (52,30)
- 800 m: Małgorzata Rydz – 5 m. (2:01,98)
- 1500 m: Małgorzata Rydz – 5 m. (4:07,92)
- 3000 m: Wanda Panfil – 6 m. (8:55,74)
- 10000 m: Anna Rybicka – 7 m. (34:21,80)
- 100 m ppł: Urszula Włodarczyk – 6 m. (13,66)
- 400 m ppł: Monika Warnicka – 6 m. (58,55)
- skok wzwyż: Beata Hołub – 6 m. (1,88)
- skok w dal: Agata Karczmarek – 4 m. (6,42)
- pchnięcie kulą: Krystyna Danilczyk – 5 m. (18,02)
- rzut dyskiem: Renata Katewicz – 4 m. (57,66)
- rzut oszczepem: Genowefa Patla – 4 m. (58,72)
- sztafeta 4 × 100 m: Katarzyna Surmacka, Urszula Włodarczyk, Dorota Krawczak, Joanna Smolarek – 6 m. (45,28)
- sztafeta 4 × 400 m: Sylwia Pachut, Barbara Grzywocz, Renata Sosin, Elżbieta Kilińska – 7 m. (3:33,65)